# 셰넌도어강

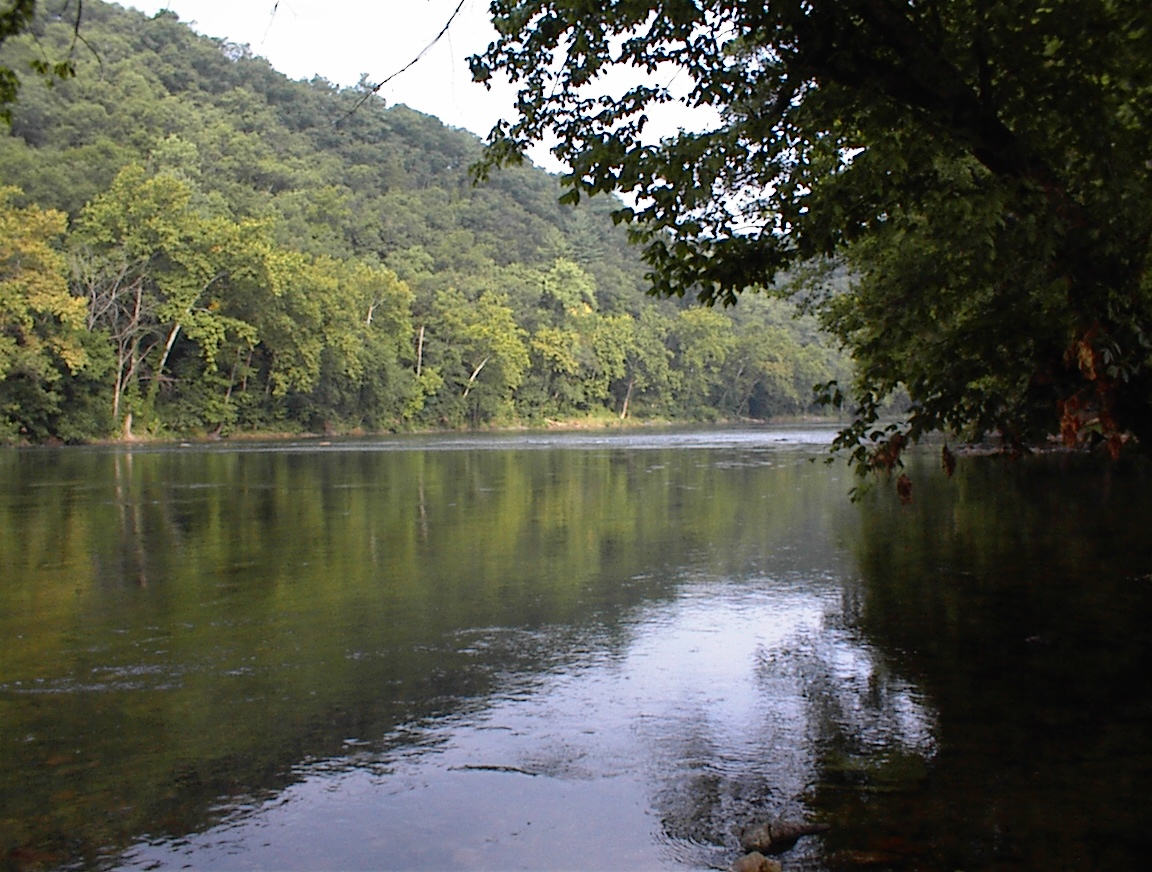
셰난도아 강

셰난도아 강은 미국 버지니아주 북부에서 동북으로 흘러 웨스트버지니아주의 하퍼즈페리에서 포토맥 강과 합류하는 강이다. 길이는 약 320km이다.